# Auf dem Sprung
Auf dem Sprung ist ein DEFA-Spielfilm von Evelyn Schmidt von 1984.

## Handlung
Markus und Gottfried sind Freunde seit der Schulzeit, die auch die Berufsausbildung mit Abitur und den Armeedienst gemeinsam absolvieren.
Gottfried entscheidet sich kurz vor der Abfahrt zum geplanten gemeinsamen Physikstudium aber um und möchte Heimerzieher werden, nachdem er einen entlaufenen Jungen gefunden und wieder in ein Heim zurückgebracht hatte. Er stößt damit auf viel Unverständnis in seiner Umgebung, auch Markus wendet sich von ihm ab.
Gottfried geht nun seiner neuen Arbeit mit viel Freude nach. Markus’ Freundin Karin entwickelt stärkere Sympathien für ihn. Als einige Kinder bei einem Ausflug verloren gehen, beteiligt sich auch Markus an der Suche...

## Produktion
Die Hauptrollen wurden von jungen Schauspielern gespielt. In Nebenrollen waren unter anderen Annekathrin Bürger, Ruth Reinecke und Jaecki Schwarz zu sehen.
Weitere Beteiligte waren 
- Regieassistenz: Marlies Butzlaff
- Kameraassistenz: Lothar Marten, Christa Köfer
- Szenarium: Rainer Koch, Evelyn Schmidt
- Szenenbild: Marlene Poppe-Willmann, Dieter Döhl
- Dramaturgie: Erika Richter
- Ton: Fritz Sommer, Helga Kadenbach (Tonmischung)
- Kostüm: Lilo Sbrzesny
- Maske: Klaus Petzold, Peter Borgol
- Requisite: Günter Puhlmann
- Produktionsleitung: Hans-Uwe Wardeck
- Aufnahmeleitung: Wolfgang Bertram, Harald Jahn
- DEFA-Fotografin: Christa Köfer

Der Film wurde erstmals am 22. November 1984 im Berliner Filmtheater Colosseum in der Schönhauser Allee gezeigt.

## Kritik
Der Film wurde von der Filmkritik überwiegend negativ bewertet, vor allem wegen handwerklicher und dramaturgischer Mängel, obwohl das Thema eines jungen Mannes, der aus dem vorgegebenen gesellschaftlichen Karrierekonzept aussteigt, doch bemerkenswert war.

„Gegenwartsfilm, der seinen an sich spannenden Konflikt zäh und ungenau abhandelt und seine Ambitionen an ein fragwürdiges Ende verschenkt.“

Besonders kritisch urteilte Günter Agde:

„Ehrlich und höflich muß ich sagen, daß dieser Film ein Fehlgriff ist, ein schlimmer noch dazu. Er hat eine gute und gutgemeinte Absicht, aber alles an der Umsetzung dieser Absicht ist lau, inkonsequent, dilettantisch, unkünstlerisch. Die Beweggründe z. B., weshalb Filmfiguren etwas tun, erkennt man nicht. Sie werden nicht gezeigt, bestenfalls irgendwo im Dialog verbal mitgeteilt – das geht nicht im Film, der ja doch mehr zeigen und weniger bereden sollte. Von Verallgemeinerbarkeit oder exemplarischer Bedeutsamkeit der Handlung, von Identifizierungs- oder „Abgrenzungs“-Angebot an den Zuschauer, von nützlichen Einblicken in alltägliches Leben – von alledem, was DEFA-Filme heutzutage leisten können und sollten (und die besten auch leisteten, Evelyn Schmidts eigenes Debüt Seitensprung und ihre erste Fernseharbeit Lasset die Kindlein… eingerechnet) ist kaum etwas auf der Leinwand wirklich zu sehen.“

Evelyn Schmidt sagte später über den Film:

„Das Dumme war, dass er nicht richtig gut wurde, weil ich alles gut machen wollte, nach dem Desaster mit Das Fahrrad.“